# Güstow (Prenzlau)
Güstow ist ein Ortsteil von Prenzlau und zählt zusammen mit dem Gemeindeteil Mühlhof 236 Einwohner. Dabei entfallen auf das Dorf Güstow 134 Einwohner und auf Mühlhof 102 Einwohner. (Stand: 16. Dezember 2020)

## Geographie
Güstow liegt im Nordosten Brandenburgs (Deutschland) im Landkreis Uckermark. Der Ortsteil liegt ca. 105 km nördlich von Berlin und 55 km westlich von Stettin (Polen). Im Osten Güstows verläuft der von Dedelow kommende Fluss Quillow der in der Ucker mündet, im Süden verläuft der Fluss Strom der im Quillow mündet.

## Geschichte
Güstow wurde im Jahr 1259 unter dem Namen Thidemannus de Gustowe erstmals urkundlich erwähnt. Das Dorf gehörte im Mittelalter zum Besitz der von Arnim. Im Jahr 2001 erfolgte die Eingemeindung in die Stadt Prenzlau.
Ortsvorsteher Güstows ist seit 2019 der AfD-Politiker Felix Teichner.

## Einwohnerentwicklung
| Jahr | Einwohner |
| ---- | --------- |
| 1774 | 341       |
| 1803 | 337       |
| 1816 | 339       |
| 1840 | 419       |
| 1861 | 492       |
| 2009 | 178       |
| 2020 | 134       |

## Bedeutende Bauten und Gedenkstätten

### Dorfkirche Güstow

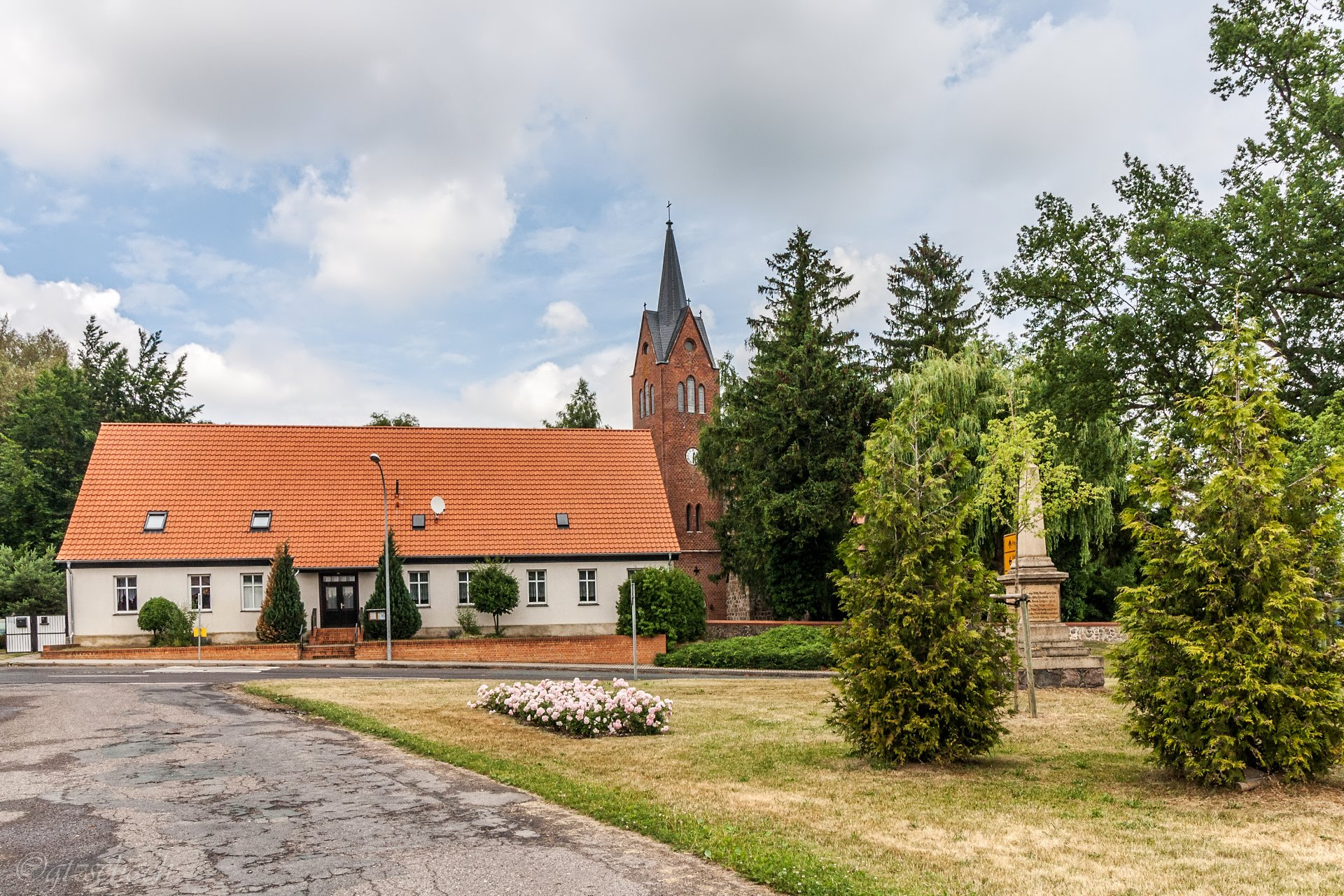
Dorfkirche und Kriegerdenkmal Güstow

Die Dorfkirche Güstow ist ein rechteckiger Feldsteinbau mit eingezogenem Rechteckchor. Sie wurde in der Mitte des 13. Jahrhunderts erbaut. In der Ostwand des Chors befindet sich eine Dreifenstergruppe aus Lanzettfenster, im Giebel darüber befinden sich Blenden und Rundfenster. Im Jahr 1713 erfolgte eine Wiederherstellung der Kirche, nur der mittelalterliche Westturm wurde nicht wiederhergestellt. An dessen Stelle wurde im Jahr 1866 ein quadratischer neugotischer Backsteinturm errichtet.

### Kriegerdenkmal Güstow
Das Kriegerdenkmal Güstow steht bei der Kirche. Es ist ein abgestuftes obeliskförmiges Denkmal, das zur Bekrönung einen Reichsadler oder Eisernes Kreuz hatte. Auf der Vorderfront ist eine Schrifttafel mit den Worten „Ihren im Weltkrieg gefallenen Söhnen. Die dankbare Gemeinde Güstow“. Auf den anderen Seiten sind Namen der Gefallenen eingraviert.

### Windfeld am Lindenberg
Das Windfeld am Lindenberg wurde im Juni 2000 mit 7 Windkraftanlagen in Betrieb genommen. In den nachfolgenden Jahren wurde es auf 26 Anlagen erweitert.

### Weitere Sehenswürdigkeiten
- Weinberg westlich von Basedow (höchste Erhebung im Stadtgebiet Prenzlau mit 93,6 m)

## Wirtschaft und Infrastruktur

### Ansässige Branchen
- A&H Discothek
- Quillowtal Agrar GmbH
- Hoffleischerei Güstow
- Viehhaltung

### Verkehrsanbindung
Durch Güstow verläuft die L25 in Richtung Prenzlau über Mühlhof (Ost) und Fürstenwerder über Schönermark (West) und die L253 nach Dedelow. Die Bundesautobahnen 11 und 20 verlaufen in der Nähe des Dorfes bei Prenzlau. Der Ort besitzt heute 2 Bushaltestellen. Dort fahren Montag bis Freitag Busse der Linien 411 (Prenzlau-Dedelow), 416 (Prenzlau-Fürstenwerder) und 419 (Prenzlau-Parmen), die zusammen einen Stundentakt zwischen Prenzlau und Güstow ergeben. Am Samstag, Sonntag und an Feiertagen gibt es einen 2-Stunden-Takt durch Rufbusse auf den Linien 416 und 419. Durch den Ort verläuft der Uckermärkische Radrundweg die Schloss & Kirchentour und die Gutsherrenradtour. Der nächste internationale Flughafen Stettin-Goleniów liegt ca. 85 km nordöstlich von Güstow.